# Diospyros seychellarum
Espèce
Synonymes
- Ebenus seychellarum (Hiern) Kuntze
- Maba seychellarum Hiern

Statut de conservation UICN

 NT  : Quasi menacé
Statut CITES
Diospyros seychellarum (dit localement bois sagaie) est une espèce de plantes à fleurs de la famille des Ebenaceae et du genre Diospyros. C'est un arbre endémique des Seychelles. Cette espèce rare et menacée se trouve aux îles de Félicité, Mahé, Praslin et Silhouette. Elle a été étudiée par Kuntze et Hiern au XIXe siècle.

## Description

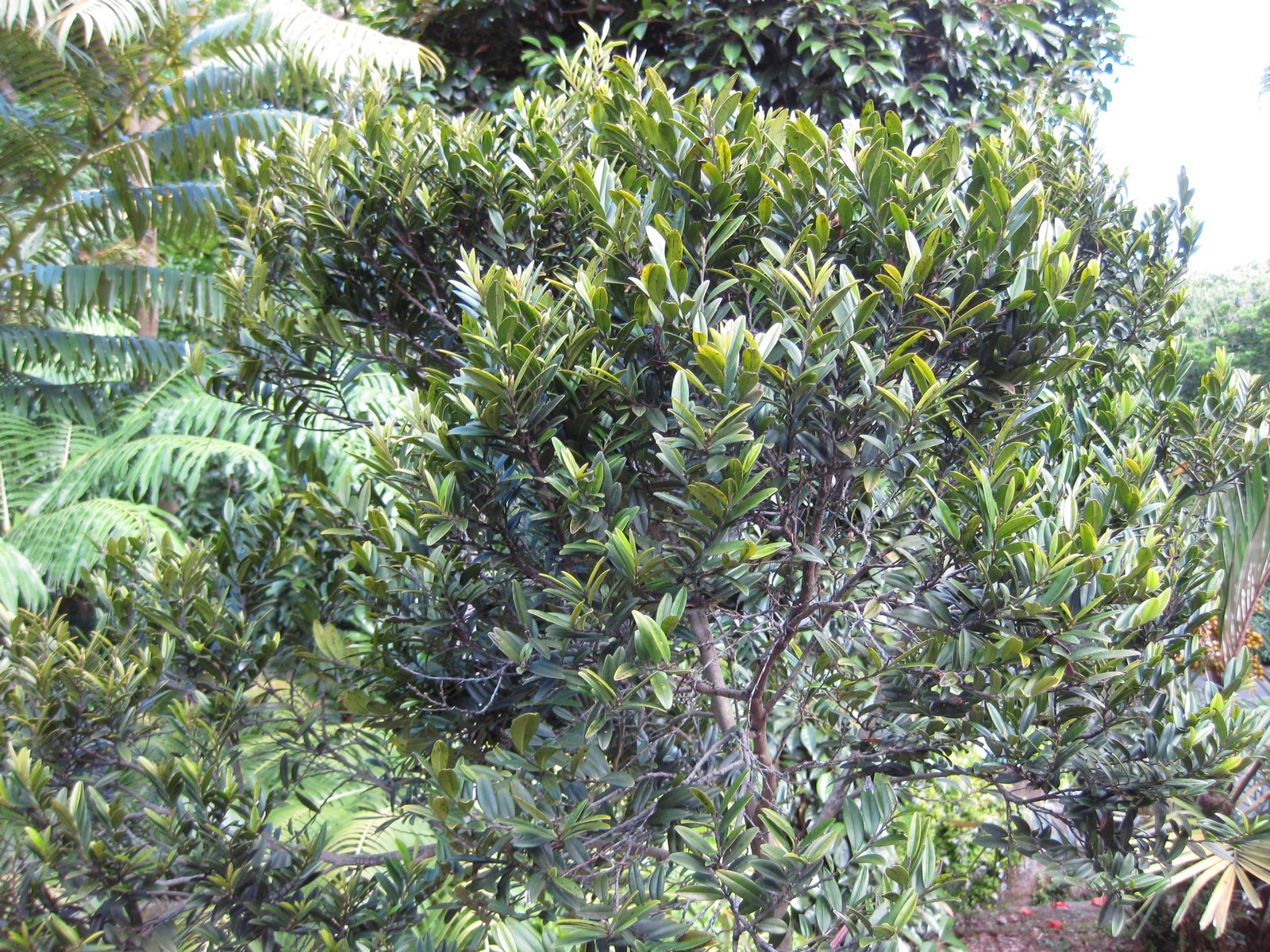
Diospyros seychellarum des jardins botaniques royaux de Sydney.

Ce petit arbre de forêt croît sur des sols graniteux ou rocheux ouverts, souvent à côté de Pandanus locaux. Il est utilisé pour ses qualités curatives traditionnelles. Il souffre de la concurrence du bois de cannelle et du jacquier, ainsi que de la déforestation pour la culture. Toutefois certains individus se trouvent dans des parcs naturels protégés.